# Iphinoos (Kentaur)

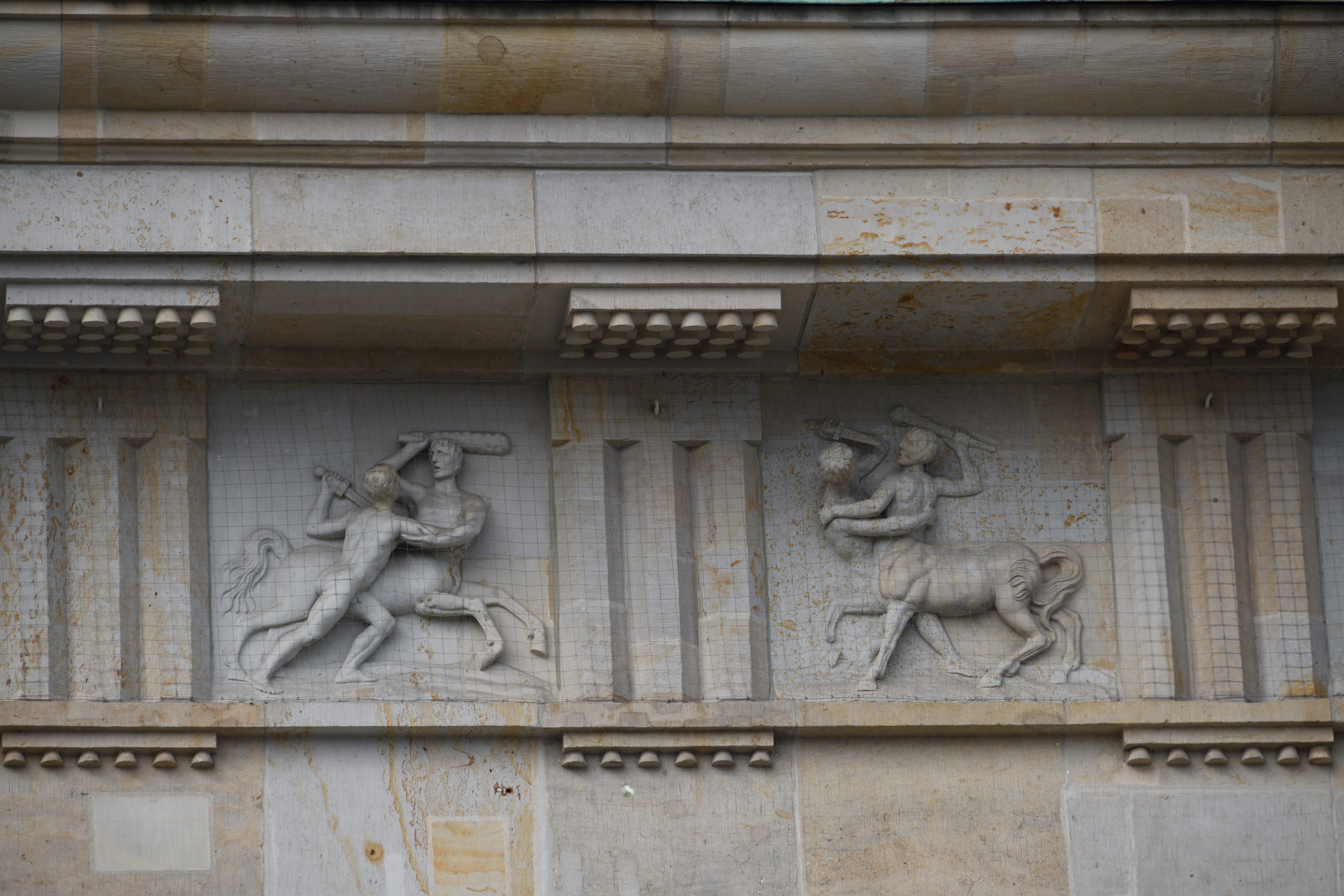
Fries am Brandenburger Tor: Kentauren mit Knüppeln, Lapithen mit Schwertern

Iphinoos ist ein Kentaur der griechischen Mythologie. Er wird in der Kentauromachie auf der Hochzeit des Lapithen Peirithoos vom Argonauten Peleus getötet. Einzige Quelle ist das zwölfte Buch von Ovids Metamorphosen. 

## Name
Er kommt vom griechischen Ἰφίνοος, Iphínoos, lateinisch und deutsch auch Iphínuus. Der etymologische Kern ist ἴς, ís, Muskel, Sehne, Sitz der Körperkraft mit dem alten Instrumentalis oder Adverb ἶφι, íphi, mit Gewalt, mit Macht. Personalisiert ist er also ein Gewaltiger oder Mächtiger, nach Pape ist er „mächtig an Raub“, also auch ein Räuber. Er gehört zu einer Reihe von typischen anthropomorphen Kentaurennamen, die  sich „auf Wildheit, Grausamkeit und rohen Charakter beziehen.“ Iphinoos Verhaltensweise wird im Mythos nicht thematisiert, sein Name lässt aber vermuten, dass er am sexuell übergriffigen Raub der Lapithenfrauen beteiligt war.

## Mythos
Ovid lässt Nestor die Kentauromachie erzählen,
denn dieser war dabei und kennt die ganze Geschichte. Der Tod des Iphinoos wird von ihm kurz erwähnt, es ist sein einziger Auftritt: Peleus tötet in einer Siegesserie mehrere Kentauren, schließlich den Demoleon und Dorylas, im Rückblick zählt Nestor noch einige auf, die davor getötet wurden.
Übersetzung Suchier im Versmaß:

„Fernher hatte der Held den Phlegraios getötet und Hyles

Vorher schon, im nahen Gefecht mit Iphinoos Klanis“
Übersetzung in Prosa:

„Vorher schon (vor Demoleon) hatte er (Peleus) aus der Distanz den Phlegraios und den Hyles getötet, in der Nähe (im Handgemenge) den Iphinous und den Clanis.“
Iphinoos stirbt im Nahkampf (conlato), in dem normalerweise das Schwert zum Einsatz kommt. Auch wenn ihn sein Name aus der Herde heraushebt, bleibt er in der Aufzählung ohne Waffen und Kampfeinsatz ein bedeutungsloser Dutzend-Kentaur unter vielen.
Zum mythologischen Hintergrund und zur literarischen Gestaltung siehe die Artikel Hyles und Clanis.